# ۱۰۳۱ (میلادی)
۱۰۳۱ (میلادی) هزار و سی و یکمین سال تقویم میلادی است.

## درگذشتگان
- ۲۰ ژوئیه – روبر دوم، سیاست‌مدار فرانسوی (ز. ۹۷۲)